# John Rambo (personnage)
Pour les articles homonymes, voir John Rambo et Rambo.
John James H. Rambo est un personnage de fiction créé par David Morrell dans le roman Rambo en 1972. Il est interprété au cinéma par Sylvester Stallone dans une série de cinq films.

## Biographie fictive
John Rambo est un ancien béret vert américain, spécialisé en armes légères, en guerre d'embuscade, en explosifs, au couteau ou à main nue et en langues orientales, pilote d'hélicoptère et ayant reçu une formation paramédicale. Il est le dernier survivant d'un commando d'élite formé durant la guerre du Viêt Nam et dirigé par le colonel Samuel Trautman. Après la guerre du Viêt Nam où il a, entre autres, été capturé et torturé par l'ennemi, John Rambo est de retour aux États-Unis. Il se heurte à l'hostilité de l'Amérique envers les anciens soldats et n'arrive pas à se réinsérer socialement.
Alors qu'il rend visite au dernier survivant de ses anciens compagnons d'armes, il apprend la mort de celui-ci des suites d'un cancer. Reprenant la route, tandis qu'il essaie d'entrer dans une petite ville d'une région montagneuse afin de s'y restaurer, il entre en conflit avec les autorités locales, conflit qui se soldera par l'arrestation de Rambo qui est condamné aux travaux forcés.
Quelques années plus tard, Rambo est libéré par Trautman pour réaliser une mission d'exploration dans un camp vietnamien. À la suite de la découverte de prisonniers américains et d'une tentative de libération de l'un d'entre eux, Rambo est abandonné sur place par les responsables de la mission. Il s'échappera.
Il se réfugie en Thaïlande où, quelque temps plus tard, il est contacté par Trautman pour participer à une mission en Afghanistan, en pleine guerre avec l'URSS. Rambo refuse la mission. À la suite de la capture du colonel, il change d'avis et part libérer son ami, aidant au passage les moudjahidins dans leur combat contre les Soviétiques.
De retour en Thaïlande, Rambo y vieillit tranquillement : il capture des serpents venimeux qu'il vend ensuite, en plus de tenir une boutique de forge. Il est engagé par un groupe de missionnaires chrétiens américains désirant remonter la rivière pour se rendre en Birmanie où sévit un génocide. À la suite de la disparition des missionnaires, un groupe de mercenaires est engagé pour les récupérer. Rambo s'y joindra en devenant le leader et lance une offensive contre l'armée birmane qui détient les missionnaires. Après cette dernière mission, John Rambo retourne aux États-Unis pour y retrouver ce qui reste de sa famille et de ses amis.
Dix ans plus tard, vivant en paix dans un ranch où il élève des chevaux, il doit affronter un cartel de proxénètes mexicains qui a enlevé une jeune fille. Ne parvenant pas à la sauver, il attire les truands dans son ranch où il les massacre jusqu'au dernier.

## Description
Rambo est très musclé, c'est un homme qui est prêt à tout pour survivre : il est prêt à manger des choses aussi répugnantes soient-elles, il a su ignorer la douleur et il est expert dans la guerre d'embuscade. Il est prêt à mourir pour son pays mais découvre finalement au fond de lui-même qu'il n'a pas tué pour son pays mais pour lui (« Tu n'as pas tué pour ton pays, tu as tué pour toi. » dans John Rambo).

### Physique
Rambo est un militaire, un homme extrêmement doué pour le combat. Il possède une musculature très développée. Il a les cheveux bruns et les yeux marron. Il a de nombreuses cicatrices sur le torse et le dos, dont la plupart sont le résultat des tortures subies au Viêt Nam.

### Personnalité
Rambo est un héros de tragédie. C'est un ancien combattant d'élite qui a perdu tous ses coéquipiers à la guerre, qui a été mal reçu par des civils américains lors de son retour du Viêt Nam et qui souffre de trouble de stress post-traumatique. Son passé le hante, ce qui le fait réagir violemment lors de son emprisonnement au bureau du shérif dans le premier film (il associe des scènes du présent avec des scènes passées dans un camp de prisonniers au Viêt Nam).

### À propos du nom
Le nom « Rambo » donné par David Morrell, l'auteur du roman, vient du nom d'une variété de pomme assez populaire en Pennsylvanie, la pomme Rambo, que sa femme avait achetée au marché. De plus, le nom sonnait comme certains américains prononcent le nom du poète Arthur Rimbaud, que David Morrell étudiait.
Pour le prénom John, il fut choisi par les scénaristes du film en rapport avec la chanson When Johnny Comes Marching Home qui raconte le retour d'un vétéran de la guerre de Sécession.

### Fin de la série
« Je suis très satisfait de John Rambo, dit Sylvester Stallone en 2010. Je ne pense pas qu'il y en aura un autre. J'en suis même sûr à 99 %. J'allais effectivement faire un autre volet, mais comme Rocky Balboa, le personnage a finalement bouclé la boucle ». En 2012, il annonce vouloir tuer Rambo dans un film. Toutefois un cinquième film mettant en scène le personnage sort en 2019.

## Œuvres où le personnage apparaît

### Romans
- 1972 : Rambo (David Morrell)
- 1985 : Rambo: First Blood Part II (David Morrell, Sylvester Stallone, James Cameron, Kevin Jarre) (novélisation du scénario du film)
- 1988 : Rambo III (David Morrell, Sylvester Stallone, Sheldon Lettich) (novélisation du scénario du film)

### Films
- Rambo (First Blood, Ted Kotcheff, 1982) avec Sylvester Stallone (VF : Alain Dorval) : John Rambo
- Rambo 2 : La Mission (Rambo : First Blood Part 2, George Pan Cosmatos, 1985) avec Sylvester Stallone (VF : Alain Dorval) : John Rambo
- Rambo 3 (Rambo III, Peter MacDonald, 1988) avec Sylvester Stallone (VF : Alain Dorval) : John Rambo
- John Rambo (Rambo, Sylvester Stallone, 2008) avec Sylvester Stallone (VF : Alain Dorval) : John Rambo
- Rambo: Last Blood (Adrian Grunberg, 2019) avec Sylvester Stallone (VF : Alain Dorval) : John Rambo

### Jeux vidéo
- Rambo (Pack-In-Video, 1985)
- Rambo: First Blood Part II (Mindscape, 1985)
- Rambo: First Blood Part II (Ocean Software, 1986)
- Rambo: First Blood Part II (Sega, 1986)
- Rambo III (Ocean Software, 1988)
- Rambo III (Sega Master System, 1988) ;
- Rambo III (Sega Mega Drive, 1989)
- Rambo III (Taito, 1989)
- Rambo (Cybiko, In-Fusio, 2005)
- Rambo (PS3, XBOX 360, PC, 2012)
- Rambo The Video Game (PS3, XBOX 360, PC, 2014)
- Broforce (PC, MAC, LINUX, PS4, 2015) [sous le pseudonyme de "Rambro"]
- Mortal Kombat 11, John Rambo fait partie des trois combattants du DLC Kombat Pack 2.
- Call of Duty Black Ops Cold War Rambo fait partie des opérateurs jouables disponibles de la NATO.

### Séries télévisées
- Rambo (Rambo: The Force of Freedom, John Kimball, Charles A. Nichols, 1986), série télévisée d'animation avec Neil Ross (VF : Christian Pelissier)

- Dans la série télévisée Les Guignols de l'info, le personnage de Rambo apparait plusieurs fois et a inspiré le personnage caricatural américain de Monsieur Sylvestre.